# György Szebeny
György Szebeny (18 de noviembre de 1887-1968) fue un deportista húngaro que compitió en remo.
Ganó una medalla de bronce en el Campeonato Europeo de Remo de 1910, en la prueba de ocho con timonel. Sus hermanos Miklós y Antal también compitieron en remo.

## Palmarés internacional
| Campeonato Europeo | Campeonato Europeo | Campeonato Europeo | Campeonato Europeo |
| Año                | Lugar              | Medalla            | Prueba             |
| ------------------ | ------------------ | ------------------ | ------------------ |
| 1910               | Ostende (Bélgica)  | Medalla de bronce  | Ocho con timonel   |